# Phalerarcha
Phalerarcha é um gênero de mariposa pertencente à família Acrolepiidae.